# Magyar Parasztszövetség
A Magyar Parasztszövetség (vagy Magyar Paraszt-Szövetség) 1941 szeptemberében alakult érdekvédelmi tömörülés, amely a magyar parasztság érdekében tevékenykedő politikusokat fogta össze. Hivatalosan 1948. szeptember 10-én szűnt meg azzal, hogy vezetősége Dobi István elnökletével kimondta feloszlatását.
Korai története során szorosan összefonódott a Független Kisgazdapárttal. Fénykorát a német csapatok 1945-ös kiűzése után élte, amikor az ország legjelentősebb parasztmozgalmává vált és jelentősen hozzájárult a kisgazdák 1945. novemberi választási győzelméhez.
Az első politikai szervezetek közt volt, amelyeket a magyar mezőgazdaság kollektivizálására és a hatalomátvételre készülő kommunista párt, az MDP – 1947-ben szétzúzott. Több vezetőjét bebörtönözték. Az 1956-os forradalom idején rövid időre feléledt, majd újra megszüntették. A kommunista rezsim összeomlása után újjáalakult, de régi befolyását már nem nyerte vissza.

## Megalapítása
A Magyar Parasztszövetséget 1941. szeptember 28-án azért hívták létre, mert a magyar törvények nem biztosították a mezőgazdasági szektorban gazdálkodók és dolgozók érdekképviseletét. (Az 1920. évi XVIII. törvénycikk előírta vármegyei, járási és községi mezőgazdasági bizottságok, illetve Mezőgazdasági Kamara szervezését, de ezek az intézmények nem biztosítottak hatékony érdekérvényesítést).

## Tevékenysége
Az érdekérvényesítésen túl – amelynek a háborús időszakban jelentős akadályai voltak –, a szövetség a paraszti szaktudás előremozdításán, a beszerzés és értékesítés megszervezésén dolgozott.
1943. május 9-én a Vésztőn tartott kongresszuson Földmunkás Szakosztályt hoztak létre a később dicstelen szerepet vállaló Dobi elnökletével. Ugyanezen év augusztusában jelentős szerepet töltött be a szövetség a népi írók szárszói találkozójának megszervezésében.
A Sztójay-kormány 1944. április 15-én feloszlatta a Parasztszövetséget, de a háború elvonulásával újraszerveződött. 1945 nyarán Kiss Sándor kisgazda nemzetgyűlési képviselőt választották főtitkárnak.
1946-ban a Parasztszövetség kidolgozta a parasztság érdekvédelméről szóló törvényjavaslatot, de a Szövetséges Ellenőrző Bizottság elnöke, a szovjet Vlagyimir Szviridov altábornagy ennek nemzetgyűlési megtárgyalását Rákosi Mátyás, a kommunista párt vezetője közbenjárására megakadályozta. A szövetség a kisgazdákkal vállvetve hiába követelte, hogy a választási eredményekkel arányosan nevezzék ki a közigazgatás, a honvédség, a rendőrség és a belső karhatalom tisztviselőit a kommunista MDP túlsúlyra juttatása helyett.
1946. szeptember 7. és 9. közt a Parasztszövetség nagy sikerű parasztnapokat tartottak, amelynek nagygyűlésén félmillióan vettek részt. (Az esemény olyan emlékezetes maradt, hogy még az 1956-os forradalom idején is emlegették.)

### Kiadványai
1942-ben A Magyar Parasztszövetség közművelődési előadásai címmel pároldalas füzeteket adott közre, a széles értelemben vett népnevelést szolgálandó (Magyar irodalom, Az adó, Magyar találmányok, Hogyan készül az újság, Tisztálkodás stb.).
1945–46-ban két füzetes sorozatot is kiadott: a Hasznos füzetek (Népfőiskolai útmutató, Hogyan alapítsunk népkönyvtárat stb.) mellett A Magyar Parasztszövetség műsortára ünnepi eseményekre szóló, ill. komplett szórakoztató műsorokat adott közre (Újesztendő, vígságszerző. Szilveszteri és újévi tarka műsor műkedvelők számára, Jézus születése napján. Teljes karácsonyi műsor műkedvelők számára, Hipp-hopp farsang. Műkedvelők könnyű farsangi műsora stb.).  
1946-47-ben éves naptárakat jelentetett meg: Paraszt naptár (1946), Új esztendő (1947). 
1946–1948 között a Magyar parasztélet. A Magyar Parasztszövetség központi hetilapja volt a központi orgánuma (felelős szerkesztő Vörös Vince). 

## Felmorzsolása
A szövetség és a parasztsághoz kötődő politikai erők felmorzsolása 1947 elején kezdődött a Magyar Közösség elleni sajtókampánnyal, amelyben sokakat köztársaságellenes összeesküvéssel vádoltak meg és letartóztattak. A Parasztszövetség 14 vezetőjét és sok kisgazdapárti és parasztpárti tagot, fogtak perbe, ítéltek el vagy internáltak, összesen 250 embert. A következő évben a Parasztszövetség hivatalosan is kimondta saját feloszlatását.

## 1956-ban
1956. november 1-jén újjáalakulását jelentette a Magyar Nemzet (ideiglenes székhelye a Budapest V. kerületi Semmelweisz u. 1. volt), ugyanazon a napon, amelyen a Független Kisgazdapárt és a Magyarországi Szociáldemokrata Párt újjászületéséről is beszámolt. „A Szövetség az 1945-ös földreform, a paraszti termelés szabadsága és mindennemű szövetkezés teljes önkéntességének elve alapján áll” – jelentette az újság.
Kiss Sándor, a Parasztszövetség igazgatója előző nap rádióbeszédben hívta fel a korábbi két koalíciós pártot, a Független Kisgazdapárt és a Nemzeti Parasztpártot, hogy lépjenek szövetségre. A szövetség újjászervezését október 30-án Kiss jelentette be a SZÖVOSZ székházában. November 2-án a Magyar Honvédelmi Szövetség székházát foglalták le a Parasztszövetség részére.

## Híres tagjai
- Dobi István
- Göncz Árpád (1956-ban)
- Horváth János
- Kiss Sándor igazgató
- Kovács Béla főtitkár
- Nagy Ferenc elnök
- Vörös Vince, a kalászos szakosztály vezetője, majd alelnök